# Кумулятивно-осколочный снаряд

Схема кумулятивно-осколочного снаряда (танковый боеприпас).
Под номерами: 1 — корпус, 2 — обтекатель, 3 — защита кумулятивной воронки, 4 — аппаратура взрывателя, 5 — кумулятивная воронка, 6 — взрывчатое вещество, 7 — стабилизаторы, 8 — инициирующий заряд

Кумулятивно-осколочный снаряд (КОС, иногда также называют многофункциональный снаряд) — артиллерийский боеприпас основного назначения, совмещающий выраженное кумулятивное и более слабое осколочно-фугасное действие.
Предназначен для поражения всех типов целей, характерных для ствольной артиллерии: поражения бронетехники и живой силы противника, разрушения его укреплений. Входит в основной боекомплект современных западных танков (Леопард-2, Абрамс, Леклерк). Также используется в САУ, реактивной артиллерии, противотанковых ракетах и кассетных боеприпасах.

## Конструкция
По конструкции кумулятивно-осколочный снаряд аналогичен кумулятивному снаряду за тем отличием, что используется более тяжёлый и твёрдый корпус.
Корпус кумулятивно-осколочного снаряда представляет собой металлический цилиндр из твёрдых сортов стали с хвостовиком, на котором расположено хвостовое оперение с механизмом раскрытия. На внутреннюю поверхность корпуса нанесены насечки, облегчающие его разрушение и создающие более однородное осколочное поле. В корпусе закреплена металлическая облицовка кумулятивной воронки. В вершине воронки находится детонатор — небольшое количество неустойчивого к детонации взрывчатого вещества. Оставшееся пространство между корпусом и кумулятивной воронкой заполнено высокобризантным взрывчатым веществом.
Передняя часть корпуса закрыта специальным металлическим защитным экраном, предохраняющим кумулятивную воронку от повреждений. В центре экрана расположено небольшое отверстие, предназначенное для прохода детонационной волны и кумулятивной струи. Над экраном находится баллистический обтекатель, на вершине которого закреплен контактный взрыватель. Обтекатель выполняет несколько функций: задаёт требуемое опережение подрыва основного заряда, что создаёт наилучшие возможности для формирования кумулятивной струи, улучшает аэродинамические характеристики снаряда и создаёт дополнительную защиту воронки.
Так как вращение снаряда приводит к преждевременному разрушению кумулятивной струи, то стабилизация в полёте осуществляется с помощью хвостового оперения, раскрывающегося в полёте. При этом в нарезных пушках для недопущения излишнего закручивания снаряда на него дополнительно надевают специальные скользящие поводки.

## Механизм действия
При достижении цели взрыватель создаёт детонационную волну, которая, проходя через отверстие в защитном экране, инициирует подрыв детонатора основного заряда. Взрывная волна распространяется по основному заряду с высокой скоростью (3-5 км/с), и образовавшаяся ударная волна сжимает кумулятивную воронку. Так как скорость движения при этом превышает скорость звука в металле, то он в воронке ведёт себя как идеальная жидкость. При этом образуется большой по массе (около 90 % изначальной массы) медленно двигающийся «пест» и гиперзвуковая кумулятивная струя металла. Скорость движения струи также превышает скорость звука в металле, поэтому струя и броня взаимодействуют как идеальные жидкости, то есть по гидродинамическим законам. Прочность брони в традиционном понимании при этом практически не имеет значения, и снаряд обеспечивает огромную (до 10 калибров) бронепробиваемость.
Оставшаяся энергия после образования кумулятивной струи идёт на разрушение корпуса и преобразуется в энергию разлёта осколков.

## Оценка снаряда
Кумулятивно-осколочный снаряд представляет собой модификацию кумулятивного снаряда, в котором более эффективно утилизируется оставшаяся после образования кумулятивной струи энергия. При этом кумулятивное действие многофункционального и специализированного снарядов сравнимы. Однако осколочно-фугасное действие многофункционального снаряда несравнимо меньше, чем у осколочно-фугасного — образуется меньшее количество меньших по скорости и массе осколков. По этой причине в советской школе танкостроения предпочтение было отдано раздельному использованию специализированных кумулятивных и осколочно-фугасных снарядов.

### Достоинства
Основным достоинством кумулятивно-осколочного боеприпаса является его универсальность — он пригоден для поражения всех типов целей, характерных для ствольной артиллерии. Кумулятивное действие позволяет эффективно бороться с высокозащищёнными целями (такими как ОБТ), а осколочно-фугасное действие — поражать живую силу противника. При попадании по бронетехнике с пехотой на ней значительные повреждения получат как техника, так и пехота.Также , из-за не кинетического механизма действия, бронепробиваемость не падает с дистанцией.

### Недостатки
Среди основных недостатков кумулятивно-осколочных боеприпасов обычно называют их дороговизну, слабое осколочно-фугасное действие, а также малую эффективность относительно укреплений.
Слабое осколочно-фугасное действие ограничивает возможности снаряда по поражению живой силы противника в укреплениях, внутри бронетехники. Кумулятивно-осколочный снаряд имеет относительно слабый корпус, который непригоден для заглубления снаряда в преграду — по этой причине КОС малоэффективны против укреплений противника.
Использование относительно дорогих кумулятивно-осколочных боеприпасов в качестве куда более дешёвых осколочно-фугасных приводит к значительному увеличению стоимости ведения учебных стрельб и боевых действий.